# Lijst van burgemeesters van Oudorp
Dit is een lijst van burgemeesters van de voormalige Nederlandse gemeente Oudorp in de provincie Noord-Holland tot de opheffing in 1972 toen Oudorp opging in de gemeente Alkmaar.
| Ambtsperiode | Naam burgemeester    | Partij of stroming | Bijzonderheden |
| ------------ | -------------------- | ------------------ | --- |
| 1817 - ?     | ??                   |                    | |
| ? - 1842     | Dirk (D.) Waiboer    |                    | ook burgemeester en notaris van Heerhugowaard |
| 1843 - 1852  | D. Blom              |                    | |
| 1852 - 1859  | Cornelis (C.) Brak   |                    | ook burgemeester van Oterleek |
| 1859 - 1893  | Willem (W.) Bos      |                    | r.k., vanaf 1871 ook lid van de Provinciale Staten van Noord-Holland, meermalen kandidaat voor de Tweede Kamer                                                    |
| 1893 - 1925  | Gerrit (G.) Bos Wzn. |                    | zoon van W. Bos, Ridder in de Orde van Oranje-Nassau, dijkgraaf Geestmerambacht, hoofdingeland van 't hoogheemraadschap van den Hondsbossche en duinen tot Petten |
| 1925 - 1945? | Willem (W.) Bos Gzn. |                    | zoon van G. Bos Wzn. en kleinzoon van W. Bos, zijn broer G.C. Bos was burgemeester van Egmond-Binnen en Heiloo                                                    |
| 1945 - 1946  | R. Schoenmaker       |                    | waarnemend |
| 1946 - 1961  | A.G. Bakker          | KVP                | later burgemeester van de Egmonden (Egmond-Binnen en Egmond aan Zee)                                                                                              |
| 1961 - 1968  | Koos (J.H.) Kok      | KVP                | later burgemeester van Edam-Volendam en Heemskerk |